# Matej Gaber
Matej Gaber, född 22 juli 1991, är en slovensk handbollsspelare som spelar för HBC Nantes.
Gaber tävlade för Slovenien vid olympiska sommarspelen 2016 i Rio de Janeiro. Han var en del av Sloveniens lag som blev utslagna i kvartsfinalen mot Danmark i herrarnas turnering.

## Klubbar
- RK Škofja Loka (2008–2011)
- RK Velenje (2011–2013)
- Montpellier HB (2013–2016)
- SC Szeged (2016–2024)
- HBC Nantes (2024–)